# Bonnieux
Bonnieux è un comune francese di 1 464 abitanti situato nel dipartimento della Vaucluse della regione della Provenza-Alpi-Costa Azzurra.

## Geografia fisica
Bonnieux è un villaggio arroccato, che si trova sul versante nord del Luberon, di fronte al villaggio di Lacoste.
Esso controlla l'ingresso settentrionale della valle di Bonnieux, che si apre sulla Comba di Lourmarin. La valle rappresenta il passaggio principale attraverso il massiccio del Luberon rappresentandone il confine tra i 2 sottogruppi del Grande e Piccolo Luberon.

## Storia
Nei pressi del villaggio sono presenti resti romani, tra cui il Pont Julien costruito nel 3 a.C. che si trova 3 chilometri più a nord.

Nel VI secolo fu costruito un monastero e nel X secolo il villaggio era dotato di mura.

Dal XIV secolo al 1791 fu parte del territorio pontificio legato ad Avignone.

## Monumenti e luoghi d'interesse

### Architetture religiose
La chiesa vecchia, o chiesa alta, del XII secolo

### Architetture civili
Pont Julien, ponte romano del 3 a.C.

### Aree naturali
Il direzione di Lourmarin è presente una foresta di cedri di 250 ettari estesa anche sui vicini comuni di Lacoste e Ménerbes. Provenienti dall'Atlante marocchino sono stati piantati nel 1862.

## Cultura

### Musei
Il Museo della Panetteria è ospitato in un edificio del XVII secolo in cui troviamo un vecchio forno per il pane, in funzione fino al 1920.

## Società

### Evoluzione demografica
Abitanti censiti

## Amministrazione
| Periodo    | Periodo    | Primo cittadino   | Partito            | Carica  | Note |
| ---------- | ---------- | ----------------- | ------------------ | ------- | ---- |
| marzo 2001 | marzo 2008 | Roger Fenelon     | Partito Socialista | Sindaco |      |
| marzo 2008 | in carica  | Georges Ruffinato |                    | Sindaco |      |

## Nei media
Nel paese di Bonnieux e nei suoi immediati dintorni sono state girate molte scene del film "Un'ottima annata - A Good Year", del 2006, del regista Ridley Scott, con Russell Crowe come protagonista.

## Gemellaggio
Bonnieux è gemellata con:
- Ittenheim

## Galleria d'immagini

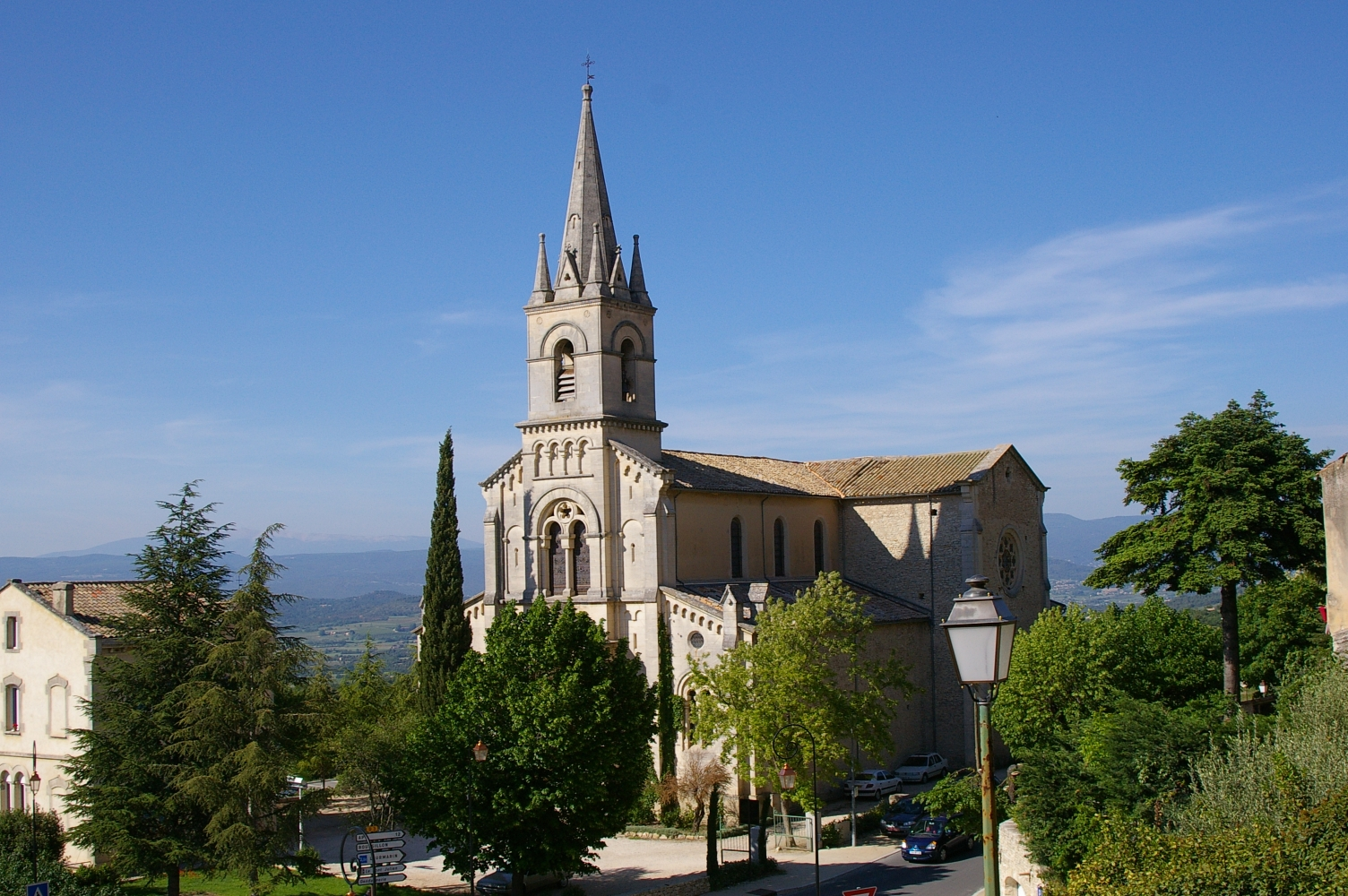
Chiesa
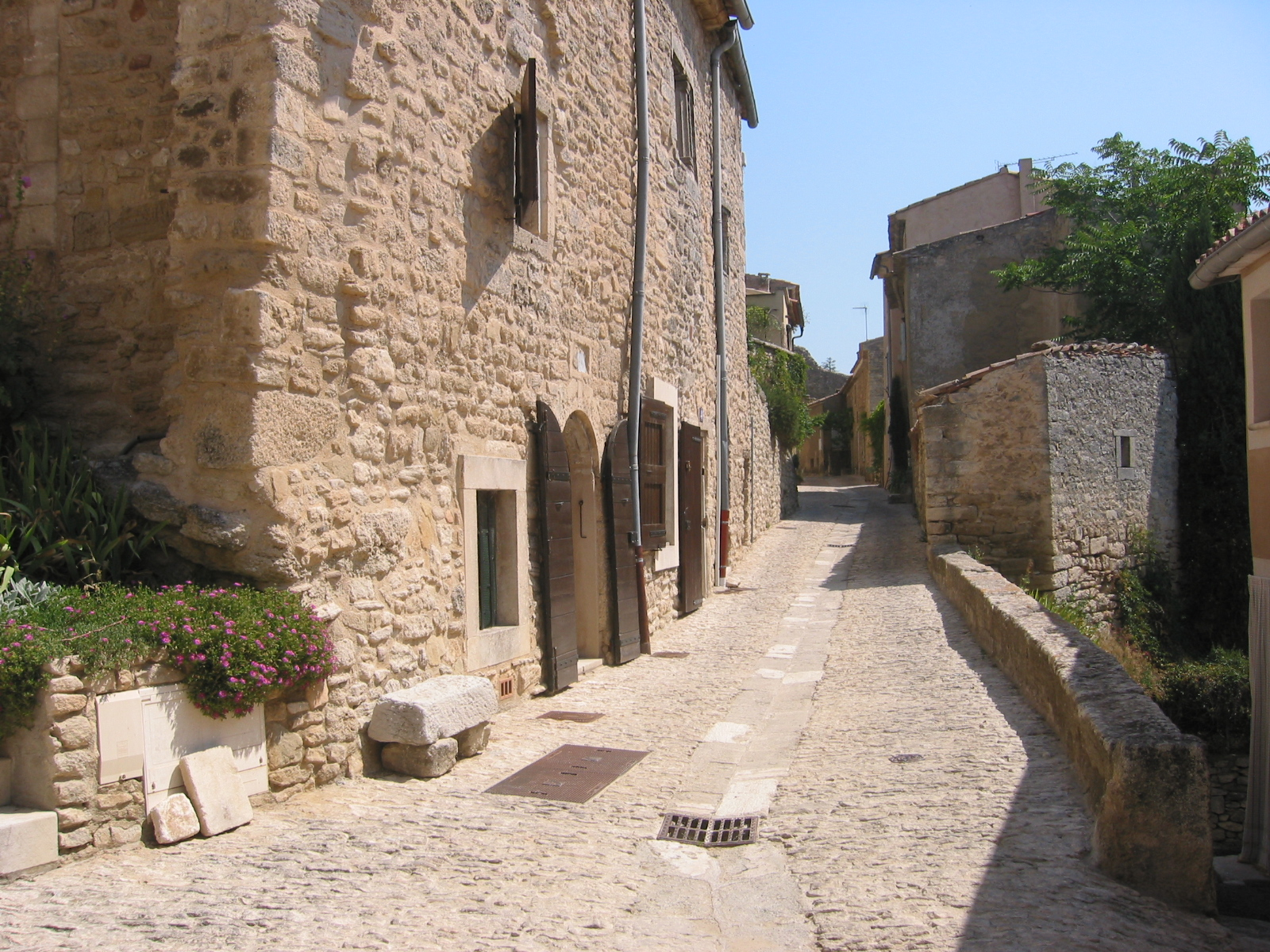
Strada
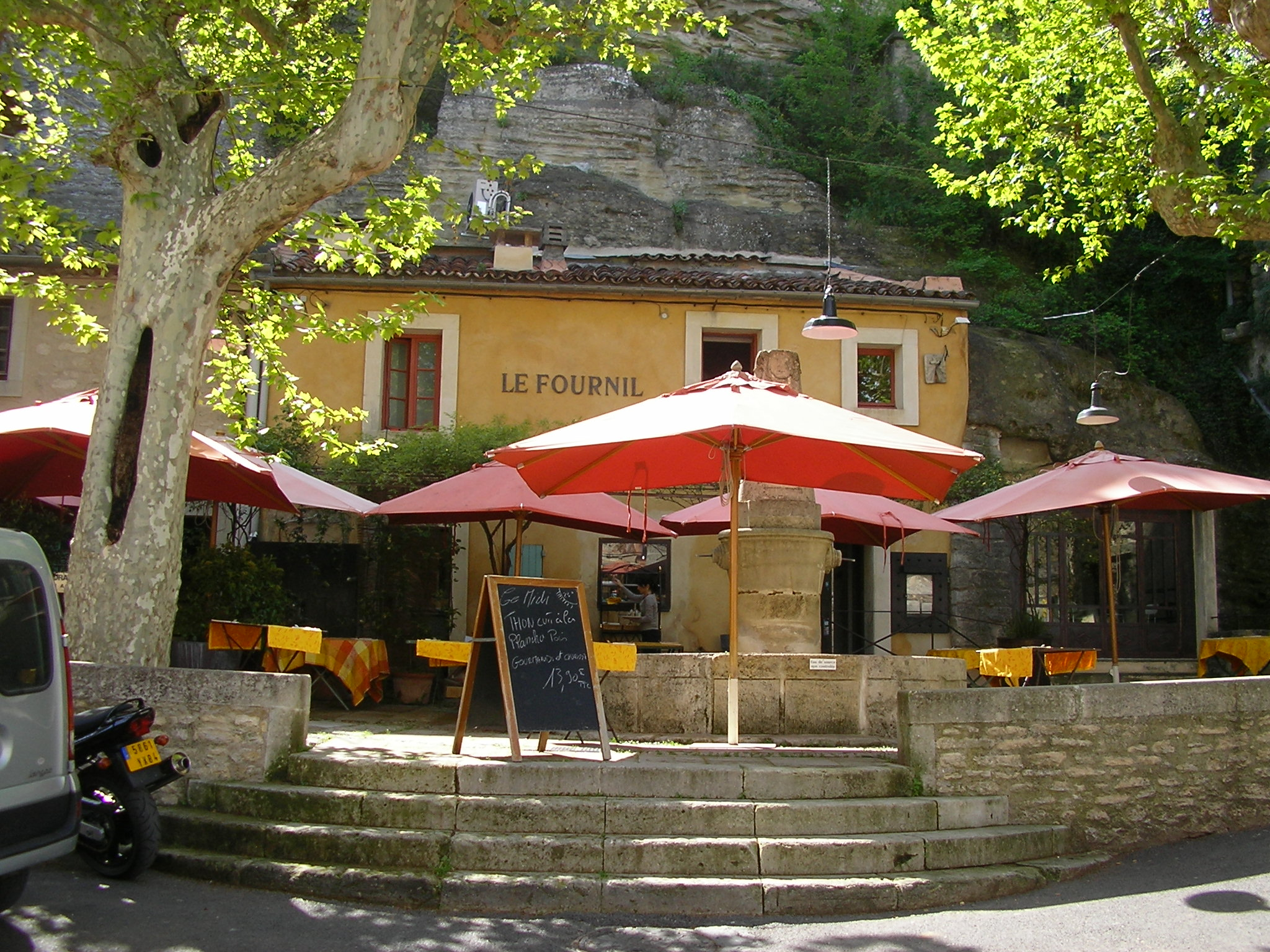
La piazza centrale di Bonnieux
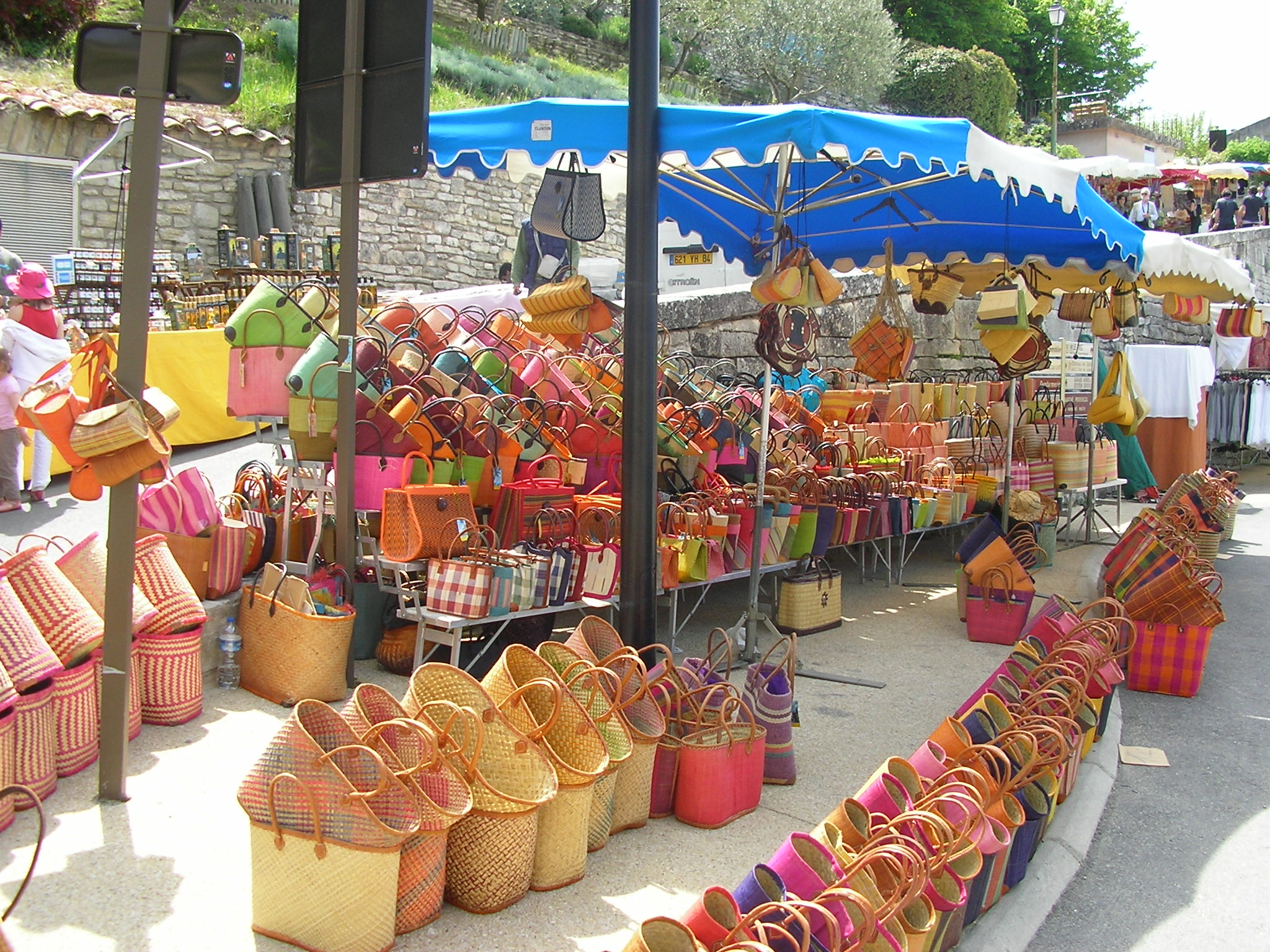
Il mercato provenzale a Bonnieux
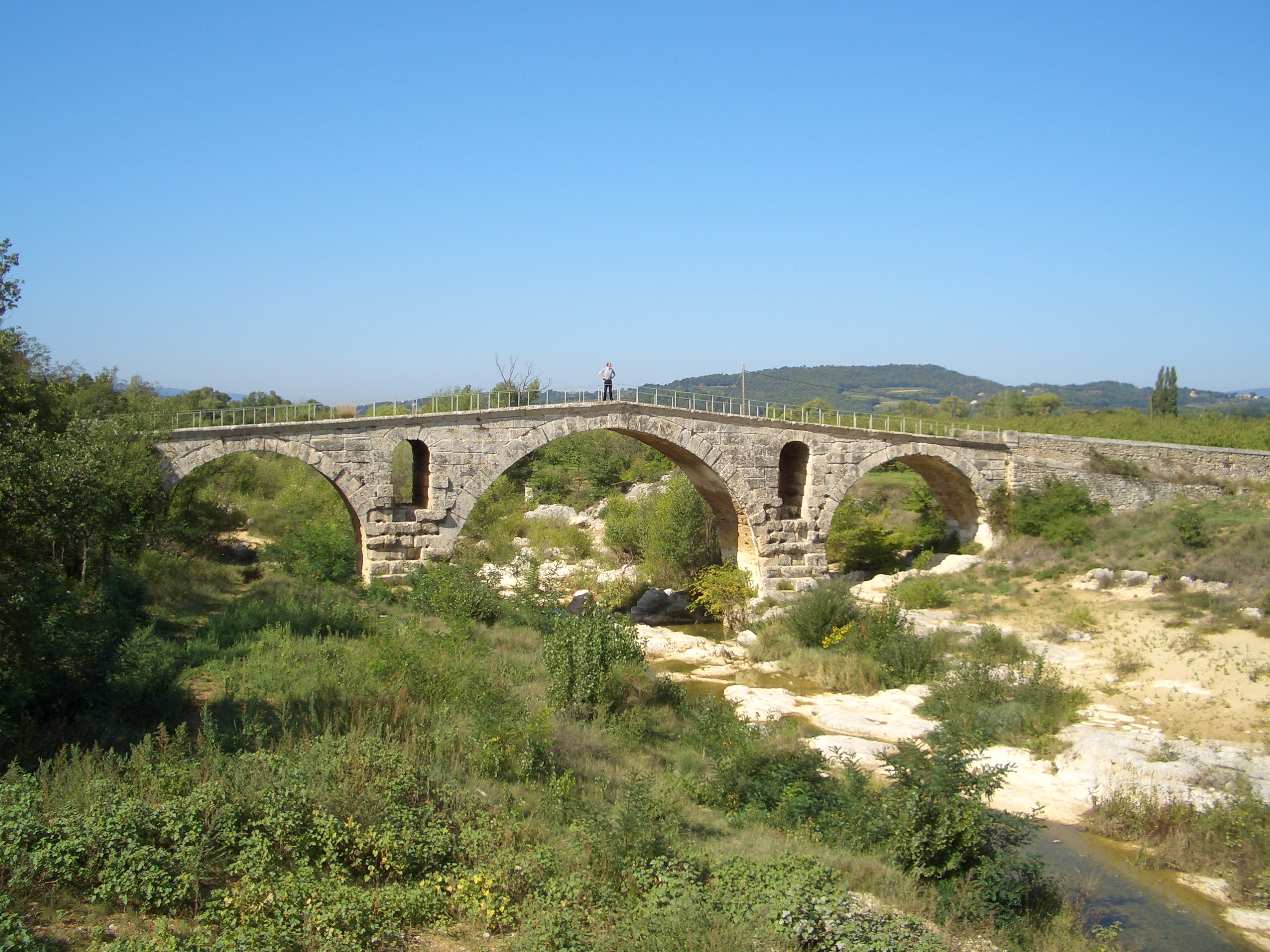
Pont Julien